# Castleton
Castleton és una població dels Estats Units a l'estat de Vermont. Segons el cens del 2000 tenia 4.367 habitants.

## Demografia
Segons el cens del 2000, Castleton tenia 4.367 habitants, 1.550 habitatges, i 1.007 famílies. La densitat de població era de 43,2 habitants per km².
Per edats la població es repartia de la següent manera: un 19,9% tenia menys de 18 anys, un 22,5% entre 18 i 24, un 22,9% entre 25 i 44, un 23,9% de 45 a 60 i un 10,9% 65 anys o més.
L'edat mediana era de 33 anys. Per cada 100 dones de 18 o més anys hi havia 94,9 homes.
La renda mediana per habitatge era de 39.615 $ i la renda mediana per família de 49.091 $. Els homes tenien una renda mediana de 30.958 $ mentre que les dones 25.139 $. La renda per capita de la població era de 17.630 $. Entorn del 3,9% de les famílies i el 9,8% de la població estaven per davall del llindar de pobresa.